# 21664 Конрадцузе
21664 Конрадцузе (21664 Konradzuse) — астероїд головного поясу, відкритий 4 вересня 1999 року.
Тіссеранів параметр щодо Юпітера — 3,358.
Названо на честь Конрада Цузе — німецького інженера, піонер комп'ютеробудування. Відомий як розробник першого роботоздатного програмованого комп'ютера (1941) і першої мови програмування високого рівня (1945).